# José Antonio Azpiazu
José Antonio Azpiazu Elorza (Legazpia, 1944) es un antropólogo, profesor universitario e historiador español, especializado en la historia moderna del País Vasco, con especial interés en Guipúzcoa.

## Biografía
Licenciado en Filosofía y Letras por la Complutense madrileña, se doctoró en Antropología en la Universidad del País Vasco. Es profesor en la Universidad de Mondragón, donde ha dirigido la Facultad de Empresariales en Oñate. Como historiador y antropólogo, ha publicado distintos artículos en revistas y publicaciones especializadas, así como colaboraciones en libros y obras propias. Sus trabajos tratan sobre la relación en la Edad Moderna de los vascos con el mar, la actividad pesquera en los puertos y ríos guipuzcoanos, las expediciones en alta mar, el corso guipuzcoano o la industria conservera. También ha prestado interés a la actividad comercial desarrollada en el mismo período. Ya su tesis doctoral de 1988, dirigida por Julio Caro Baroja, versó sobre Sociedad y vida social vasca en el siglo XVI: mercaderes guipuzcoanos.

## Obras
Del conjunto de sus libros, destacan:
- Sociedad y vida social vasca en el siglo XV: mercaderes guipuzcoanos, 1990 (ISBN 8450596823)
- Mujeres vascas, sumisión y poder: la condición femenina en la Alta Edad Moderna, 1995 (ISBN 8488947380)
- Esclavos y Traficantes. Historias ocultas del País Vasco, 1997 (ISBN 8480912995)
- Balleneros vascos en el Cantábrico, 2000 (ISBN 8480916796)
- Francisco de Madina: sacerdote y músico vasco = priest and Basque musician = apaiz eta euskal musikari, 2002. (OCLC 432988309)
- Historias de Corsarios vascos, 2004 (ISBN 8480919395)
- La historia desconocida del lino vasco, 2006 (ISBN 8498430003)
- La empresa vasca de Terranova, 2008 (ISBN 8498430968)
- Esa enfermedad tan negra: la peste que asoló Euskal Herria, 1597-1600, 2011 (ISBN 9788498433166)
- 1813-Crónicas donostiarras: destrucción y reconstrucción de la ciudad, 2013 (ISBN 9788498434200)